# Ludwigschorgast
Ludwigschorgast là một đô thị thuộc huyện Kulmbach bang Bayern nước Đức

## Các khu vực dân cư
Ludwigschorgast is arranged in the following boroughs:
- Drahtmühle
- Erlenmühle
- Lindenhof
- Ludwigschorgast